# Bni Yakhlef
Bni Yakhlef (arabiska: بني يخلف) är en landskommun i Marocko. Den ligger i prefekturen Mohammedia och regionen Casablanca-Settat, 60 km sydväst om huvudstaden Rabat. Antalet invånare var 48 338 vid folkräkningen 2014.